# Saint-Cloud-en-Dunois
Saint-Cloud-en-Dunois település Franciaországban, Eure-et-Loir megyében. Lakosainak száma 232 fő (2018. január 1.). Saint-Cloud-en-Dunois Villampuy községgel határos.

## Népesség
A település népessége az elmúlt években az alábbi módon változott:
| Lakosok száma | 240  | 233  | 1446 | 231  | 232  |
|               | 2013 | 2015 | 2016 | 2017 | 2018 |